# 40795 Akiratsuchiyama
40795 Akiratsuchiyama è un asteroide della fascia principale. Scoperto nel 1999, presenta un'orbita caratterizzata da un semiasse maggiore pari a 2,3955484 au e da un'eccentricità di 0,1256684, inclinata di 7,45993° rispetto all'eclittica.